# Acacia enervia
Acacia enervia é uma espécie de leguminosa do gênero Acacia, pertencente à família Fabaceae.